# Christoffer von Platen
Christoffer von Platen, född 29 december 1950 i Stockholm, är en svensk regissör och TV-producent.
von Platen växte upp i Göteborg. Han studerade konst i New York 1973–1977, samt regi vid Dramatiska Institutets regilinje 1982–1985. 

## Regi
- Killings by Jan Hafstrom - dok/SvT (2006)
- Skilda världar - TV4 (1996-97)
- Uppdraget - TV4(1993-94)
- Pröva Lyckan - musikvideo, SVT (1993)
- Storstadsliv - SVT (1992)
- Storstad, SVT (1990-92)
- Den inre hamnen - dokumentär, SVT (1988)
- En hel del - kortfilm, SFI/SVT (1988)
- Goda Grannar, SVT (1987-88)
- Borta på Vinden, DI/SVT (1985)

## Producent
- 1980-81: Lucifer Film AB, Stockholm
- 1986: Mekano Film AB, Stockholm
- 1987-2007: Vintergatan Film & TV AB, Stockholm
- 1998-99: Pearson/Fremantle, Helsingfors (Salatut Elämät)
- 2000-02: Pearson/Fremantle, Stockholm (Skilda Världar)